# 1902
| 1902                                                                     |
| ------------------------------------------------------------------------ |
| Dødsfald - Fødsler                                                       |
| • Begivenheder • Film • Litteratur • Musik • Politik • Sport • Videnskab |

| Gregoriansk kalender | 1902 MCMII              |
| Ab urbe condita      | 2655                    |
| Armensk kalender     | 1351 ԹՎ ՌՅԾԱ            |
| Kinesiske kalender   | 4598 – 4599 辛丑 – 壬寅 |
| Etiopisk kalender    | 1894 – 1895             |
| Jødisk kalender      | 5662 – 5663             |
| Hindukalendere       |                         |
| - Vikram Samvat      | 1957 – 1958             |
| - Shaka Samvat       | 1824 – 1825             |
| - Kali Yuga          | 5003 – 5004             |
| Iransk kalender      | 1280 – 1281             |
| Islamisk kalender    | 1320 – 1321             |

Konge i Danmark: Christian 9. 1863-1906
Se også 1902 (tal)

## Begivenheder

### Januar
- 1. januar – Sundby Hospital på Amager tages i brug

### Maj
- 15. maj - Portugal erklærer sig fallit
- 20. maj - Cuba opnår selvstændighed fra USA

- 31. maj - Boerkrigen i afsluttes, og Storbritannien opnår kontrol over Sydafrika

### Juni
- 10. juni - Americus F. Callahan fra Chicago får patent på rudekuverten

### August
- 1. august - USA køber rettighederne til Panamakanalen af Frankrig
- 9. august - Edvard 7. krones som konge af Det Forenede Kongerige

### September
- 28. september - Vor Frelsers Kirke i Aalborg indvies

### Udateret
- Cuba opnår sin fulde selvstændighed.
- På Frederiksberg stifter arkitekten og søndagsskolelæreren Holger Tornøe Frivilligt Drenge Forbund, FDF
- Den berømte Solvognen fra ældre bronzealder bliver fundet under pløjning i Trundholm Mose ved Nykøbing Sjælland.
- Danskeren Valdemar Poulsen opfinder Poulsen-buen, en generator for kontinuerlige højfrekvente svingninger, dvs. en radiosender

## Født
- 4. januar – Gerda Madsen, dansk skuespiller (død 1986).
- 5. januar – Axel Wanscher, dansk arkitekt (død 1973).
- 8. januar – Georgij Malenkov, sovjetisk politiker (død 1988).
- 8. Januar - Carl Rogers, amerikansk psykolog og ungdomspsykoterapeut (død 1987).
- 9. januar – Josemaría Escrivá, spansk romersk-katolsk præst og helgen (død 1975).
- 10. januar - Niels Lichtenberg, dansk civilingeniør og redaktør (død 1978).
- 10. januar – Axel Gunnar Larsen, dansk politiker, civilingeniør, direktør og minister (død 1973).
- 11. januar – Johannes Wulff, dansk digter (død 1980).
- 18. januar – Alida Johanna van den Bos, hollandsk gymnast (død 2003).
- 19. januar – Marjorie Daw, amerikansk skuespillerinde (død 1979).
- 24. januar – Alan Stuart Paterson, new zealandsk tegneserieskaber (død 1968).
- 25. januar – André Beaufre, fransk general (død 1975).
- 25. januar – Elna Hiort-Lorenzen, dansk sygeplejerske og forstander (død 1997).
- 31. januar – Tallulah Bankhead, amerikansk skuespiller (død 1968).
- 31. januar – Alva Myrdal, svensk politiker og modtager af Nobels fredspris (død 1986).
- 2. februar – Sven Asbjørn Holten, dansk politimester (død 1983).
- 3. februar – Alejandro Muñoz Ciudad Real, salvadorisk dirigent og musiklærer (død 1991).
- 4. februar – Charles Lindbergh, amerikansk pilot, først til at flyve solo over Atlanten (død 1974).
- 4. februar – Hartley Shawcross, Baron Shawcross, britisk advokat og politiker (død 2003).
- 9. februar – Henrik Hansen Laub, dansk tegner (død 1980).
- 10. februar – Per Buckhøj, dansk skuespiller (død 1964).
- 11. februar – Arne Jacobsen, dansk arkitekt (død 1971).
- 27. februar – John Steinbeck, amerikansk forfatter (død 1968).
- 8. marts – Carl Viggo Meincke, dansk revy- og tekstforfatter (død 1959).
- 25. marts – Sten Broman, svensk komponist, dirigent og musikkritiker (død 1983).
- 29. marts – Katy Valentin, dansk skuespiller (død 1970).
- 30. marts – Brooke Astor, amerikansk socialite og filantrop (død 2007).
- 9. april - Viggo Guttorm-Pedersen, dansk maler og tegner (død 1962).
- 22. april – Knud Holmboe, dansk muslimsk konvertit (død 1931).
- 23. april – Halldór Laxness, islandsk forfatter og modtager af Nobelprisen i litteratur (død 1998).
- 29. april – Henny Lindorff Buckhøj, dansk skuespiller (død 1979).
- 28. juni – Richard Rodgers, amerikansk komponist (død 1979).
- 4. juli – Erik Tuxen, dansk kapelmester (død 1957).
- 4. juli - Meyer Lansky, russiskfødt amerikansk gangster (død 1983).
- 28. juli – Karl Popper, østrigsk-britisk filosof (død 1994).
- 11. august – Alfredo Binda, italiensk cykelrytter (død 1986).
- 22. august – Leni Riefenstahl, tysk filminstruktør (død 2003).
- 24. september – Ruhollah Khomeini, iransk ayatollah og leder (død 1989).
- 26. september - Albert "The Mad Hatter" Anastasia, amerikansk gangster (død 1957).
- 23. oktober – Ib Schønberg, dansk skuespiller (død 1955).
- 9. november – Paul la Cour, dansk forfatter, oversætter og kritiker (død 1956).
- 20. november – Erik Eriksen, dansk politiker og statsminister (død 1972).
- 22. november - Joe Adonis, amerikansk gangster (død 1971).
- 28. november – Kai Moltke, dansk forfatter og politiker (død 1979).
- 9. december – Harald H. Lund, dansk forfatter (død 1982).
- 11. december – Arne Ungermann, dansk tegner (død 1981).
- 14. december – Hans Rasmussen, dansk politiker og forbundsformand (død 1995).
- 21. december – Ebba Amfeldt, dansk skuespiller (død 1974).

## Dødsfald
- 15. februar – Viggo Hørup, dansk journalist og politiker (født 1841).
- 26. marts – Cecil Rhodes, britisk kolonipionér og tidl. premierminister i Kapkolonien (født 1853).
- 11. april – Johan Daniel Herholdt, dansk arkitekt og politiker (født 1818).
- 25. september – Jacob Erslev, dansk forlagsboghandler (født 1819).
- 29. september – Emile Zola, fransk forfatter (født 1840). – kulilteforgiftning
- 8. december – Søren Sørensen, dansk orientalist og forfatter (født 1848).

## Nobelprisen
- Fysik – Pieter Zeeman (1865-1943), Holland & Hendrik Antoon Lorentz (1853-1928), Holland
- Kemi – Hermann Emil Fischer
- Medicin – Ronald Ross
- Litteratur – Theodor Mommsen
- Fred – Élie Ducommun (Schweiz) og Charles Albert Gobat, æresformænd for Det internationale Fredskontor i Bern.

## Sport
- 6. marts - Fodboldklubben Real Madrid grundlægges

## Musik
- 28. november – Saul og David uropføres i København under ledelse af Carl Nielsen selv.
- 1. december – Carl Nielsens 2. symfoni De fire Temperamenter uropføres i København af Det Kongelige Kapel under ledelse af komponisten selv.

- Cécile Chaminades fløjteconcertino i d-dur.

## Bøger
- Theodor Herzl: Altneuland